# Aquarium La Rochelle
Pour les articles homonymes, voir aquarium (homonymie) et La Rochelle.
L'Aquarium La Rochelle, propriété du groupe Coutant, est l'un des plus grands aquariums privés d'Europe. Situé au cœur de la ville face au Vieux-Port de La Rochelle en Charente-Maritime, il expose 12 000 animaux marins de 600 espèces répartis en 82 aquariums. Il se définit comme un centre d'études et de préservation des espèces marines.

## Économie et fréquentation
L'aquarium de La Rochelle accueille en moyenne 800 000 visiteurs par an, ce qui en fait le premier site touristique de Charente-Maritime et le deuxième site touristique de la région Nouvelle-Aquitaine.

## Historique

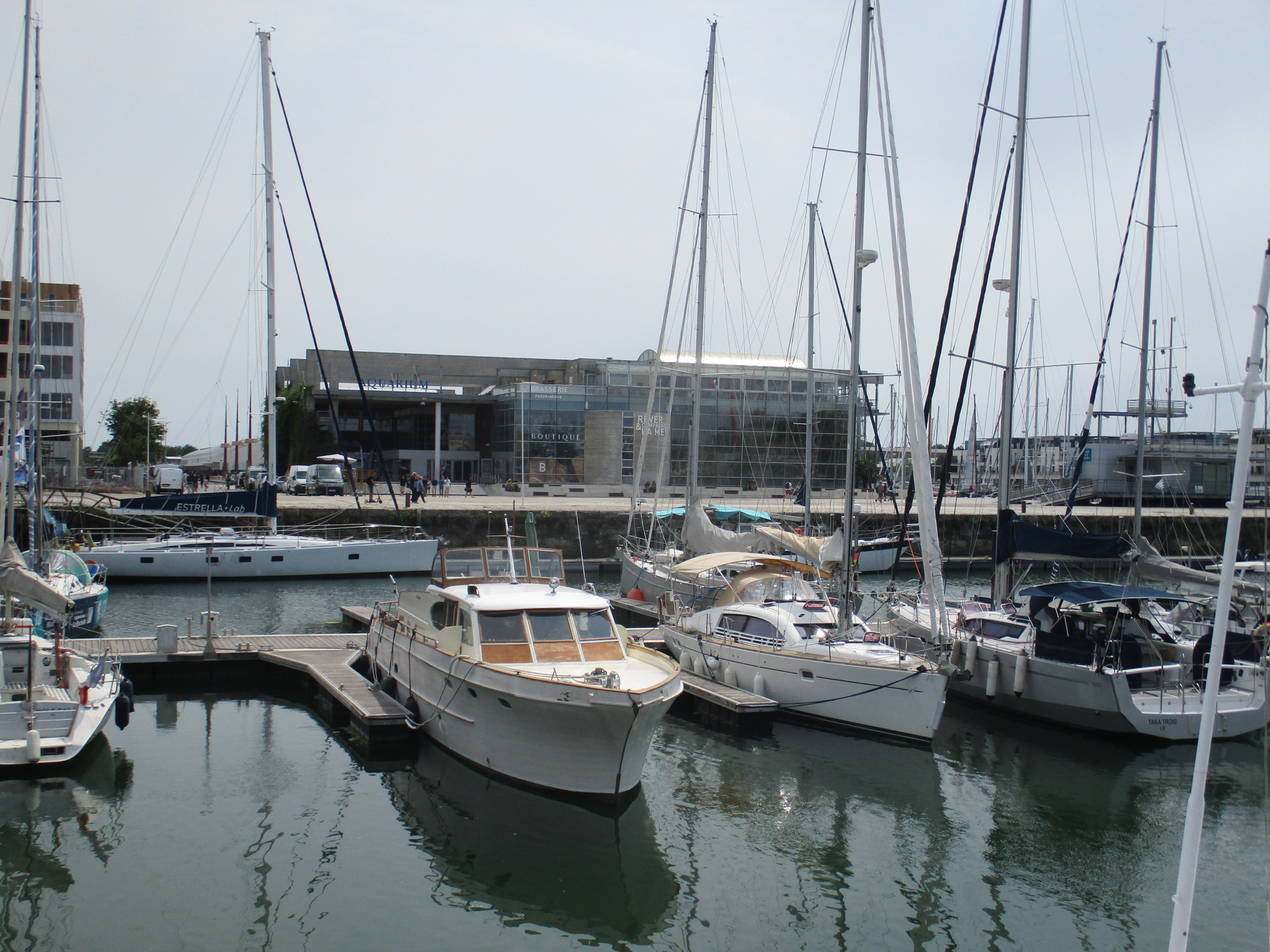
Vu depuis le bassin des chalutiers du Vieux-Port de La Rochelle.

Au début des années 1950, René Coutant produit les premiers aquariums d’eau de mer en circuit fermé. En 1972, il expose pour la première fois ses animaux marins sur une surface de 250 m2 à la Ville-en-Bois, à La Rochelle. L’aquarium tout comme le quartier sont détruits dans un incendie le 31 juillet 1985,.
Sa réouverture est annoncée en 1988, au cours du deuxième Congrès international des aquariums de Monaco. Il se situe alors près du port de plaisance des Minimes, sur une surface de 1 600 m2, avec 36 aquariums d’un volume total de 550 000 litres, et accueille sept millions de visiteurs en douze ans.
L’aquarium déménage en 2001 au bord du bassin des grands yachts du Vieux-Port de La Rochelle. Le projet muséographique s’appuie sur les collections présentées, avec une architecture réalisée par Éric Cordier. Sur une surface de 8 445 m2, l’aquarium expose plus de 12 000 animaux marins de 600 espèces différentes, répartis dans 3 millions de litres d’eau de mer, dont la moitié pour le bassin des requins.

## Programmes scientifiques

### Recherche scientifique
L’aquarium de La Rochelle est acteur de la recherche scientifique et compte parmi ses objectifs une meilleure connaissance du monde marin. Ainsi, l’aquarium soutient des doctorants, collabore avec de nombreux organismes (Société des Sciences Naturelles de la Charente-Maritime, La Rochelle Université, Littoral Environnement et Sociétés[réf. souhaitée]) sur des partenariats scientifiques.

### Centre d’Études et de Soins pour les Tortues Marines
Intégré à l'aquarium de La Rochelle, le Centre d’Études et de Soins pour les Tortues Marines (CESTM) prend en charge les tortues marines échouées de l’Arc atlantique à la Côte d'Opale. L’objectif du CESTM est de participer à la conservation des espèces en menant des recherches scientifiques qui visent à mieux comprendre leurs comportements et ainsi contribuer à leur protection. Le Centre est soutenu par le ministère de la transition écologique et de la cohésion des territoires. Les tortues marines échouant sur les côtes à cause des déchets, des transports maritimes ou du refroidissement des eaux sont recueillies au CESTM de l’aquarium de La Rochelle. Elles sont ensuite soignées durant plusieurs mois puis relâchées en mer une fois rétablies.